# Métageitnion
Métageitnion est le deuxième mois du calendrier grec antique en vigueur dans la région d'Athènes, il durait 29 jours compris approximativement entre le 23 août et le 20 septembre de notre calendrier actuel.
Il tire son nom du mot grec (Μεταγειτνιών / Metageitniốn) qui évoque une fête liée au voisinage ou au déménagement.
Pendant son cours se déroulaient notamment :
- les Eleusinies (les 15-18)
- les Jeux olympiques antiques
- les Héracléennes athéniennes